# Fieira

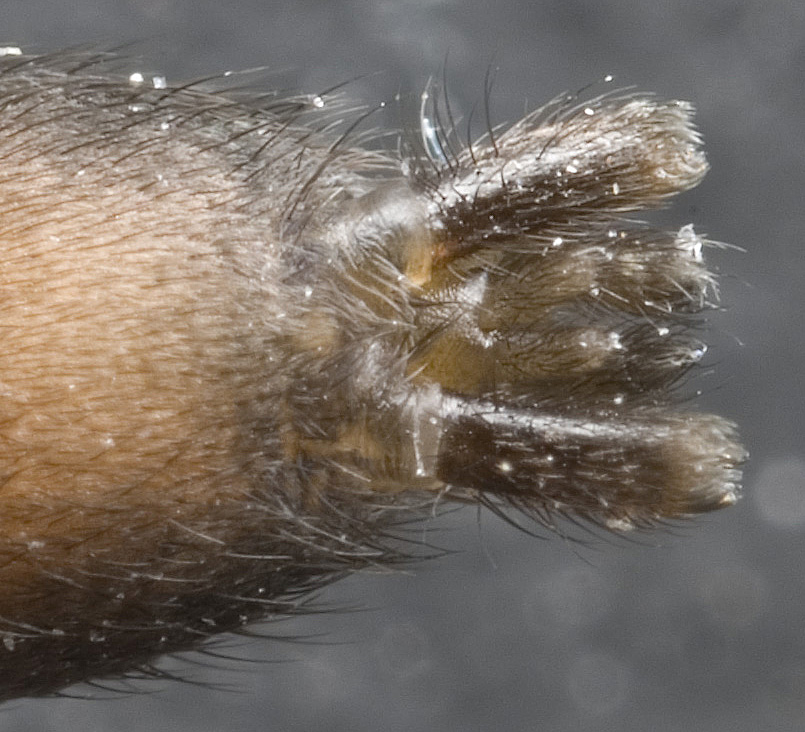
Vista ventral das fieiras de uma aranha da família Gnaphosidae.

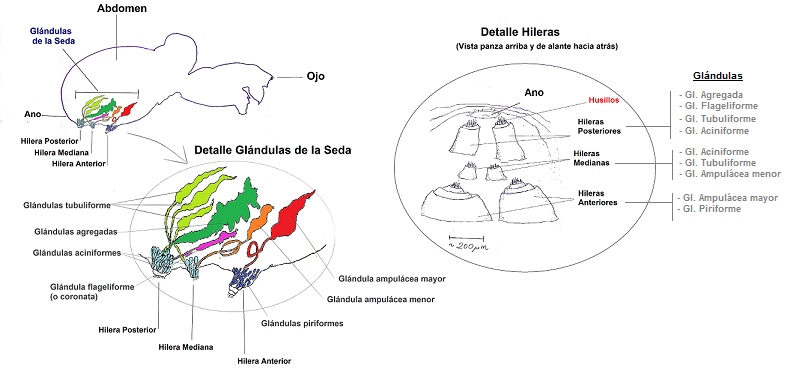
Fieiras e glândulas sericígenas anexas.

Representação esquemática do ducto produtor de seda de uma aranha. Cada cor assinala uma estrutura funcionalmente diferente da estrutua: 1 - região secretória; 2 - armazenamento; 3 - compressão (funil); e 4 - formação da fibra.

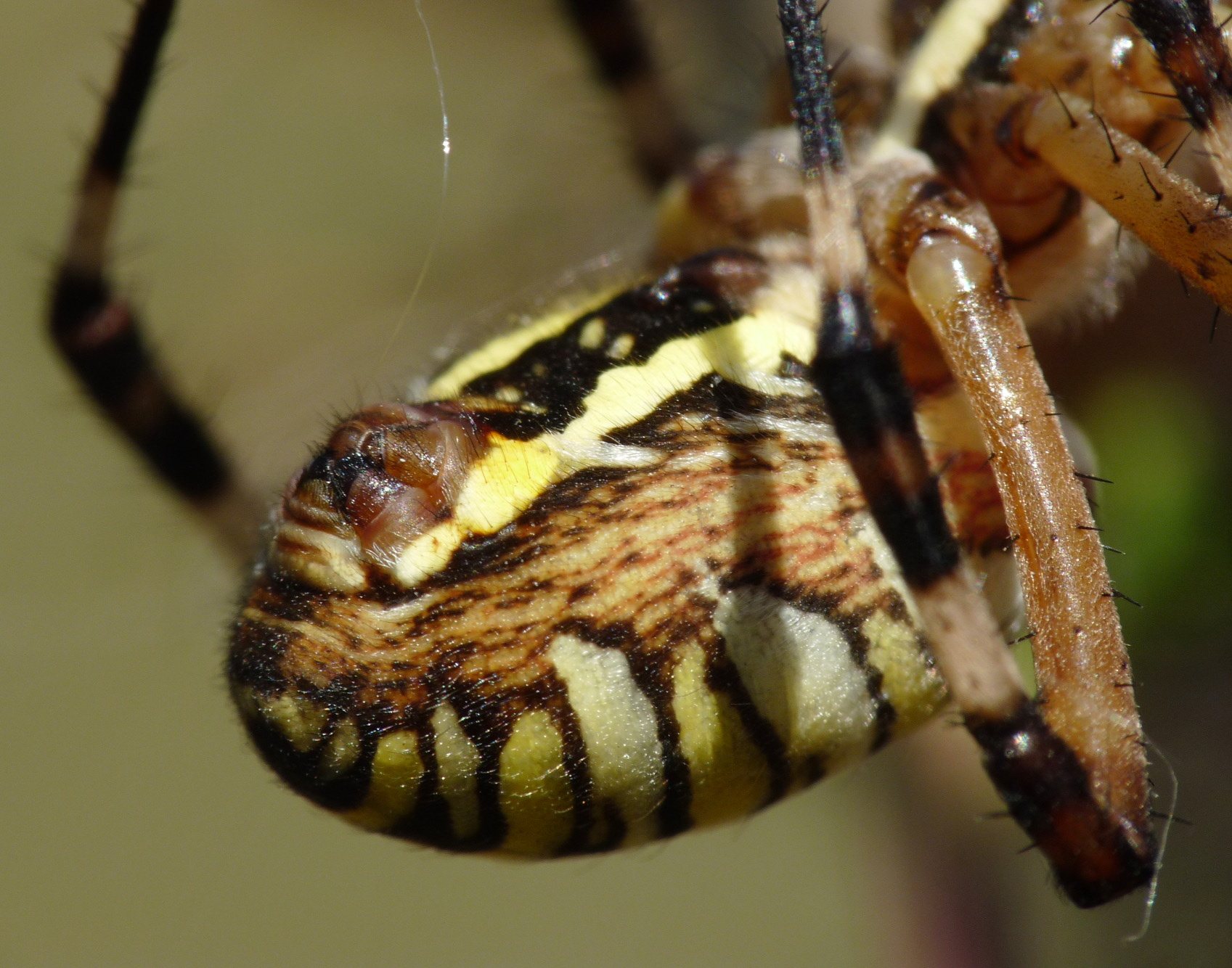
Detalhe das fieiras compactas de Argiope bruennichi.

Fieira ou fiandeira é a designação dada ao órgão produtor de seda das aranhas e das larvas de insectos construtores de casulos. Embora a presença de fieiras em organismos adultos esteja essencialmente restrita às aranhas, alguns insectos adultos, entre os quais o grupo dos Embioptera, também apresentam fieiras, embora localizadas nas pernas frontais e não no abdómen.

## Fieiras das aranhas
As aranhas são o grupo taxonómico em que a presença de fieiras e a produção de fios de seda assume maior relevância. Note-se que embora todas as aranhas produzam seda, nem todas constroem teias. É o caso das aranhas-buraqueiras e das aranhas-de-funil, que escavam túneis no solo e os revestem de seda ou constroem abrigos de seda em forma de funil em orifícios e cavidades.
Sendo a produção de seda uma característica geral das aranhas, as diferentes espécies, em função da sua etologia e habitat, utilizam os fios de seda para múltiplos fins: tecer as teias através das quais capturam as presas; construir ou revestir abrigos onde permanecem ou se refugiam; construir os sacos ovígeros e os ninhos que servem de abrigo aos ovos e aos juvenis; envolver as presas no acto da captura ou para as guardar para posterior consumo; e dispersar os juvenis, que se lançam no ar em voo arácnido, vogando ao sabor do vento suspensos por um longo fio de seda.
A seda de aranha é produzida nas fieiras, um conjunto de apêndice que as aranhas possuem na região abdominal, cuja função é dar suporte às glândulas produtoras da seda de aranha. Estes apêndices, que nas aranhas são os únicos na região abdominal, localizam-se na parte final do opistossoma (abdómen) ou na zona central da parte ventral deste (nas aranhas primitivas).
A maioria das aranhas possui seis fieiras, mas existem espécies com duas, quatro ou oito. As fieiras surgem sempre agrupadas em pares, mas possuem movimento individual, o que permite à aranha controlar individualmente a direcção e forma de extrusão de cada fio de seda. Esta capacidade de controlo sobre a fieira, a que se junta a existência em cada aranha de diversos tipos destas estruturas, permite ao animal dar à seda usos especializados, produzindo sedas de diferente composição e propriedades em função do fim a que o fio se destina e da situação concreta da sua aplicação. Por sua vez as fieiras comunicam com as glândulas sericígenas, as quais podem ser usadas individualmente ou em conjunto, para produzir diferentes tipos de fio em função das necessidades da aranha.
No interior da feira acumula-se a solução proteica produzida pelas glândulas sericígenas, a qual quando extrudida dá origem à seda. Esta solução contém uma concentração muito elevada de polímeros proteicos e de cloreto de sódio. É a partir das proteínas desta solução que os fios de seda são produzidos, sendo o cloreto de sódio usado para induzir a supressão da formação de oligómeros, a qual ocorre após a remoção do sal.
No processo de extrusão, a solução originadora da seda é forçada através de minúsculos orifícios extrusores, acção que permite enrolar as proteínas em estruturas moleculares complexas estreitamente espaçadas, as quais determinam as características mecânicas da fibra produzida. Após este procedimento, a seda de aranha é passado através da fieira para o exterior, ganhando quase de imediato as suas propriedades finais.
As glândulas sericígenas são um tipo de glândula especializada das aranhas que secretam as proteínas e os compostos adjuvantes utilizados na produção da seda de aranha. Conhecem-se diferentes tipos de glândulas, cada uma delas capaz de produzir diferentes tipos de seda, com características físico-químicas que variam consoante a espécie e o objectivo a que se destina (a seda utilizada nas teias difere da utilizada nos casulos ou no suporte da aranha).
Conhecem-se actualmente cerca de 6 tipos distintos de glândulas sericígenas, diferenciadas pela sua morfologia e pelo tipo de seda que produzem:
- Glândulas agregadas — produzem fios muito viscosos, utilizados para imobilizar as presas;
- Glândulas ampuláceas — segregam fios pouco viscosos, utilizados na construção dos elementos da teia que servem de suporte à aranha; existem dois subtipos destas glândulas, distinguíveis pela sua dimensão;
- Glândulas piriformes — segregam a seda utilizada nos elementos verticais das teias;
- Glândulas aciniformes — produzem os fios utilizados para imobilizar e conservar as presas;
- Glândulas tubuliformes — segregam a seda usada para revestir a parte interna dos tubos onde as aranhas se abrigam e a parte interna dos sacos ovígeros;
- Glândulas coronadas — produzem fio de seda adesiva.

As várias famílias de aranhas apresentam em geral apenas alguns dos tipos de glândulas acima descritas, nunca a totalidade dos tipos.
O anúncio da descoberta de fieiras nas patas de tarântulas do género Aphonopelma, supostamente usados para melhorar a adesão das patas a superfícies lisas, desencadeou grande interesse sobre a filogenia destas estruturas, mas estudos posteriores indicam que as estruturas identificadas como fieiras serão quimioceptores desprovidos de qualquer relação com a produção de seda.

## Fieiras dos insectos
As larvas de diversos insectos, com destaque para as lagartas dos lepidópteros, estão dotadas de fieiras destinadas a produzir os casulos nos quais se abrigam. Também alguns insectos adultos, entre os quais os pertencentes à ordem Embioptera, possuem fieiras nas suas patas dianteiras.
Nas larvas de insectos, incluindo os bichos-da-seda, as fieiras são utilizadas para produzir a seda destinada a construir os casulos protectivos onde o organismo se abriga durante a metamorfose.
Os insectos da ordem Embioptera constroem galerias de seda que utilizam como protecção contra predadores e abrigo contra os elementos durante a alimentação e reprodução.